# William Wolstenholme
William Wolstenholme (24 février 1865 à Blackburn, Lancashire – 23 juillet 1931 à Londres ) est un compositeur et organiste anglais .
Wolstenholme est le premier musicien aveugle à être diplômé depuis John Stanley Il est un ami proche de l'autre célèbre organiste aveugle Alfred Hollins (en) et est également bien connu comme récitaliste. La sœur dévouée de Wolstenholme, Maud, a été sa secrétaire et son animatrice pendant la plus grande partie de sa vie.